# Sallai István
Sallai István (Baja, 1911. február 23. – Budapest, 1979. január 8.) könyvtáros.

## Életútja
Iskoláit Baján végezte. 1931-től 1933-ig segédtanító volt Vaskúton és Baján, majd 1944-ig a kisszállási uradalomban tanítóskodott. 1945 és 1949 között Baján működött általános iskolai tanárként és igazgatóhelyettesként.
1949-ben – Erdei Ferenc közreműködésével – a Népművelési Minisztérium Könyvtári Főosztályára került előadónak. Létrehozta és ettől az évtől 1952-ig vezette a Népkönyvtári Központot. 1952 és 1959 között az Országos Széchényi Könyvtár módszertani osztályvezetőjeként, 1959-től 1974-ig a Könyvtártudományi és Módszertani Központ (KMK) főosztályvezetőjeként tevékenykedett.
1974-ben Szabó Ervin-emlékéremmel díjazták munkásságát.

## Munkássága
Sebestyén Géza elgondolásai alapján és Sallai István vezetésével hozta létre a Népkönyvtári Központ a körzeti könyvtárakat, amelyek az általuk életre hívott falusi könyvtáraknak a hálózati ellátási elv szerint módszertani és szolgáltatási segítséget nyújtottak; azokat könyvekkel, bútorokkal és felszereléssel látták el. Míg 1949 végén tíz körzeti és négyszázhetvenegy falusi, 1951-ben harminckét körzeti és több mint háromezer falusi könyvtár működött az országban. Amikor 1952-ben egybeolvadtak a körzeti és a városi könyvtárak, és kialakult a járási és megyei könyvtárak rendszere, Sallai Sebestyén Gézával együtt azt az álláspontot képviselte, hogy a kis könyvtáraknak továbbra sem szabad önellátónak lenniük.
Az 1960-as évektől – Szabó Ervinre hivatkozva – cikkeiben és előadásaiban hirdette, hogy a közművelődési könyvtáraknak nem az összes elérhető könyv összegyűjtésére és megóvására, hanem a könnyű hozzáférhetőség biztosítására kell törekedniük. Ebből következően a selejtezés és a gyarapodás mértékének nagyjából egyenlőnek kéne lennie. Az Országos Könyvtárügyi és Dokumentációs Tanács 1968-as békéscsabai ülésére készített, nagy visszhangot kapott előterjesztésében kifejtette: korszerűtlen a könyvtárügy népkönyvtárügyre és tudományos könyvtárügyre való felosztása; az aprófalvak könyvtári ellátása válságba jutott, csak a könyvtárosok erőn felüli munkájának köszönhetően nem veszítik el felnőtt olvasóikat; a könyvtárügy nincs megfelelő helyen a művelődéspolitikában; könyvtárnak csak az az intézmény nevezhető, ahol főhivatású könyvtáros működik, és amely a nemzeti könyvtermés javát megkapja – minden más csak kölcsönzőhely lehet.
Számos tanulmányt szentelt a könyvtárépítés és -berendezés problémáinak. Monografikus jellegű munkái közül kiemelkedik a pályakezdő könyvtárosok számára Gerő Gyulával írt A könyvtári munka albuma és a Sebestyén Gézával közös A könyvtáros kézikönyve, amelyből nemzedékek tanultak könyvtárszervezési és -kezelési ismereteket.

## Emlékezete
Bereczky László „univerzális zseninek” tartotta, „aki minden szakmában képes lett volna a csúcsra jutni”. Sebestyén Gézával írt összefoglalását a szocialista világ „első európai szintű könyvtártani monográfiájának” nevezte. Szente Ferenc a KMK-ban uralkodó vélemény- és szólásszabadság megteremtőjeként, Takács Miklós „a felszabadulás utáni magyar könyvtárpolitika egyik legtudatosabb harcosaként és legnagyobb hatású megalapozójaként” emlékezett meg róla. Kövendi Dénes 1989-es megállapítása szerint alighanem Sallainak köszönhetően került a legtöbb „szellemi tápanyag az utóbbi évtizedek magyar könyvtárügyének vérkeringésébe”.
1986-ban a Magyar Könyvtárosok Egyesülete Sallai születésének hetvenötödik és Sebestyén Géza halálának tizedik évfordulója alkalmából emlékülést tartott az Országos Széchényi Könyvtár nagy előadótermében. 1989. február 3-án Sallairól nevezték el a kisszállási művelődési központot. Ma a település általános iskolája és diákotthona viseli nevét.

## Főbb művei
- A magyar népkönyvtárügy (Budapest, 1951)
- Könyvtártan a Népművelési Gimnázium 1. oszt. számára (Budapest, 1953)
- A könyvtári munka albuma (Gerő Gyulával; Budapest, 1954)
- A könyvtári munka üzemi és falusi könyvtárakban (Budapest, 1954)
- Könyvtári raktározási táblázatok (Budapest, 1954)
- Felvilágosító szolgálat (Budapest, 1955)
- A könyvtáros kézikönyve (Sebestyén Gézával; Budapest, 1956, 1965)
- Olvasószolgálat (Budapest, 1962)
- A szabadpolcos közművelődési könyvtár (Varga Balázzsal; Budapest, 1963)
- Könyvtártan a tanítóképző intézetek 1–3. évfolyama számára (Sebestyén Gézával; Budapest, 1967)
- A közművelődési könyvtárügy fejlődési iránya különös tekintettel a magyar közművelődési könyvtárügyre (Budapest, 1968)
- Közművelődési könyvtárügyünk fejlődési iránya (Budapest, 1968)
- A közművelődési könyvtárak helyzete és fejlődése közművelődésünk mai rendszerében (Kovács Mátéval és Futala Tiborral; Budapest, 1969)
- Könyvtárépítési tapasztalatok. Alapelvek – irányszámok (Havassy Pállal és Tombor Tiborral; Budapest, 1972)
- Egyetemi, főiskolai és szakkönyvtárak építése és berendezése. Szakirodalmi szemle (Budapest, 1978)

### További irodalom
- Fodor András: A búcsúzó Sallai szól (Rimay rímei után). Könyvtáros, 1989. 5. sz. 256–257. o.
- Fodor András: Egy igazi tanító. Vallomás Sallai Istvánról. Könyvtáros, 1979. 3. sz. 171–173. o.
- Gerő Gyula: Emlékezés a mesterre. Könyvtáros, 1989. 5. sz. 257–263. o.
- Magyar életrajzi lexikon 1900–1990. Főszerk.: Kenyeres Ágnes. Budapest, 2001, Arcanum.